# Walter Salmen
Walter Salmen (* 20. September 1926 in Paderborn; † 2. Februar 2013 in Freiburg im Breisgau) war ein deutscher Musikwissenschaftler und Hochschullehrer. Er wirkte unter anderem als ordentlicher Professor für Musikwissenschaft in Innsbruck.

## Wirken
Walter Salmen, geboren in Westfalen als Sohn von Elisabeth Salmen, geborene Hollmann, und des Obergerichtsvollziehers Josef Salmen, absolvierte das Gymnasium in der Wallfahrtsstadt Werl, studierte Musikwissenschaft, Geschichte, Philosophie, Komposition und Orgel an der Universität Heidelberg und wurde 1949 an der Universität Münster zum Dr. phil. promoviert. Von 1950 bis 1955 war Salmen Mitarbeiter des Deutschen Volksliedarchivs und von 1950 bis 1958 erhielt er ein Stipendium der Deutschen Forschungsgemeinschaft. Im Jahr 1959 habilitierte er sich an der Universität des Saarlandes und begann dort seine Lehrtätigkeit als Privatdozent. 1963 wurde er außerplanmäßiger Professor, 1964 Wissenschaftlicher Rat. Von 1966 bis 1972 war er Direktor des Musikwissenschaftlichen Instituts der Universität Kiel, wo er ab 1966 auch Ordinarius war. Ab 1974 war er Vorstand des Musikwissenschaftlichen Instituts der Universität Innsbruck. Zu dieser Zeit lebte er im Innsbrucker Stadtteil Arzl. Als Gast wirkte er auch in der Schweiz, in Israel und in den USA. Nach der Emeritierung im Jahr 1992 lebte er in Kirchzarten bei Freiburg im Breisgau und wirkte als Honorarprofessor an der Universität Freiburg.
Salmen war in erster Ehe verheiratet mit der Psychologin Margarete Salmen, geborene Marx (* 7. September 1918, † 17. Oktober 1979), in zweiter Ehe ab 1981 mit der Flötistin und Musikwissenschaftlerin Gabriele Busch-Salmen. Er hatte drei Kinder (Edith, Lothar und Martin).

## Veröffentlichungen (Auswahl)
- als Hrsg. Das Lochamer Liederbuch. 1951. Mit Christoph Petzsch: Das Lochamer-Liederbuch (= Denkmäler der Tonkunst in Bayern. Neue Folge, Sonderband 2). Breitkopf & Härtel, Wiesbaden 1972.
- Die Schichtung der mittelalterlichen Musikkultur in der ostdeutschen Grenzlage. 1954.
- Liederbuch der Anna von Köln. 1954.
- Das Erbe des ostdeutschen Volksgesanges. 1956.
- Ostdeutscher Minnesang. 1958.
- Der fahrende Musiker im europäischen Mittelalter. 1960.
- als Hrsg.: Festgabe für Josef Müller-Blattau zum 65. Geburtstag. 1960.
- Die Lieder Oswalds von Wolkenstein. 1962.
- Johann Friedrich Reichardt. Komponist, Schriftsteller, Kapellmeister und Verwaltungsbeamter der Goethezeit. Zürich/Freiburg 1963; erweiterte Neuausgabe: Hildesheim 2002.
- Geschichte der Musik in Westfalen bis 1800. Bärenreiter, Kassel 1963.
- Geschichte der Musik in Westfalen im 19. und 20. Jahrhundert. Bärenreiter, Kassel 1967.
- als Hrsg.: Studien zur Geschichte der Musikanschauung im 19. Jahrhundert. 1965.
- Geschichte der Rhapsodie. 1966.
- Haus- und Kammermusik. 1969.
- Der Sozialstatus des Berufsmusikers vom 17. bis zum 19. Jahrhundert; gesammelte Beiträge im Auftrag der Gesellschaft für Musikforschung (= Musikwissenschaftliche Arbeiten. Band 24). Bärenreiter, Basel/Tours 1971.
- als Hrsg.: Musikgeschichte Schleswig-Holsteins in Bildern. 1971.
- Zur Geschichte der Bärentreiber und der Tanzbären. In: Gustaf Hilleström (Hrsg.): Studia instrumentorum musicae popularis III. (Musikhistoriska museets skrifter 5. Festschrift für Ernst Emsheimer.) Musikhistoriska museet, Stockholm 1974, S. 203–205
- Musikleben im 16. Jahrhundert. Leipzig 1976 (aus Reihe Musikgeschichte in Bildern).
- als Hrsg.: Orgel und Orgelspiel im 17. und 18. Jahrhundert. 1978.
- als Hrsg.: Die süddeutsch-österreichische Orgelmusik im 17. und 18. Jahrhundert. 1980.
- Bilder zur Geschichte der Musik in Österreich. 1979, Katalog dazu: 1980.
- Musiker im Porträt. 5 Bände. 1982–1984.
- Tanz im 17., 18. und 19. Jahrhundert. Leipzig 1988, 1989.
- Der Tanzmeister. Geschichte und Profile eines Berufes vom 14. bis zum 19. Jahrhundert. Georg Olms, Hildesheim 1997
- Der Spielmann im Mittelalter (= Innsbrucker Beiträge zur Musikwissenschaft. Band 8). Innsbruck 1960; erweiterte Neuauflage 1983
- Spielfrauen im Mittelalter. Georg Olms, Hildesheim 2000
- Der Tonkünstler Johann Friedrich Reichardt und Goethe : „... von der musikalischen Seite unser Freund, von der politischen unser Widersacher...“. Eine Ausstellung des Goethe-Museums Düsseldorf zum 250. Geburtstag von Johann Friedrich Reichardt (1752–1814). Goethe-Museum, Düsseldorf 2002.
- „Nu pin ich worden alde...“. Begegnungen und Verweigerungen im Leben eines Musikwissenschaftlers. Georg Olms, Hildesheim 2011